# Bad Magic
Bad Magic je dvadeseti treći i posljednji studijski album britanskog heavy metal sastava Motörhead objavljen 28. kolovoza 2015. godine.

## Popis pjesama
1. "Victory or Die" - 3:09
2. "Thunder & Lightning" - 3:06
3. "Fire Storm Hotel" - 3:35
4. "Shoot Out All of Your Lights" - 3:15
5. "The Devil" -  2:54
6. "Electricity" - 2:17
7. "Evil Eye" - 2:20
8. "Teach Them How to Bleed" - 3:13
9. "Till the End" - 4:05
10. "Tell Me Who to Kill" - 2:57
11. "Choking on Your Screams" - 3:33
12. "When the Sky Comes Looking for You" - 2:58
13. "Sympathy for the Devil" (The Rolling Stones cover) - 5:35

## Zasluge

### Motörhead
- Lemmy - vokali, bas-gitara
- Phil Campbell - gitara
- Mikkey Dee - bubnjevi

### Ostalo osoblje
- Kris Fredriksson, Sergio Chavez, Todd Campbell, Nick Agee, Mike Sassano, Kyle McAulay, Michael Fernandez, Michael Eckes, Robin Florent - inženjer zvuka
- Cameron Webb - produkcija, inženjer zvuka, miješanje